# Заєць Анатолій Павлович
За́єць Анато́лій Па́влович (27 березня 1954, с. Кур'янки) — український вчений-правознавець. Доктор юридичних наук (2000), професор (2002). Член-кореспондент Національної академії правових наук України. Заслужений юрист України.

## Біографія
Заєць Анатолій Павлович народився 27 березня 1954 року у с. Кур'янки Білогірського району Хмельницької області. У 1981 році закінчив Харківський юридичний інститут імені Ф. Е. Дзержинського, за фахом юрист.
По закінченні інституту обіймав посади старшого юриста Управління сільського господарства Долинського районного виконавчого комітету, виконуючого обов'язки старшого юрисконсульта тресту «Укрелеватормлинбуд». 1983 року вступати до аспірантури Інституту держави і права АН УРСР, після закінчення якої у 1985 році залишився там на посаді молодшого наукового співробітника, пізніше — наукового співробітника, старшого наукового співробітника.
У 1990–2001 роках — головний науковий консультант, заступник завідувача відділу, перший заступник керівника науково-експертного управління Секретаріату Верховної Ради України. У 2001–2005 роках — перший заступник Державного секретаря, Державний секретар, перший заступник Міністра юстиції України, перший заступник Міністра юстиції України — керівник апарату Міністерства юстиції України. З 2006 по 2011 рік — Перший заступник Голови Державного агентства України з інвестицій та розвитку.
З 2017 року – завідувач кафедри загальнотеоретичного правознавства та публічного права Національного університету «Києво-Могилянська академія».
Член Комісії з питань правової реформи з 7 серпня 2019.
Державний службовець І рангу. Має понад 120 наукових праць.

## Наукові праці
1. Заєць А. П. Правова держава в контексті новітнього українського досвіду. — К. : Парламентське вид-во, 1999. — 248 с. ISBN 966-7288-89-7
2. Територіальна організація влади в Україні: статус і повноваження місцевих органів виконавчої влади та органів місцевого самоврядування / За заг. ред. А. П. Зайця; Уклад.: О. М. Семьоркіна, І. І. Чипенко, Л. В. Нефедова ; М-во юстиції України. — К. : Видавн. Дім «Ін Юре», 2002. — 928 с. — ISBN 966-8088-04-2 : Б. ц.

## Нагороди
- Почесне звання «Заслужений юрист України» (2003)
- Почесна грамота Кабінету Міністрів України (2004)